# Rigshospitalet
Denne side handler om et sygehus i København. For artiklen om Lars von Triers tv-serie "Riget", se Riget.
Rigshospitalet (i daglig tale også Riget, evt. forkortet RH) er Danmarks største og højest specialiserede hospital,. I 2015 blev Rigshospitalet fusioneret med Glostrup hospital, hvorfor vigtigste matrikel ligger på Østerbro i København, mens Glostrup hospital altså nu er navngivet Rigshospitalet - Glostrup.
Rigshospitalet har lands- og landsdelsfunktion inden for alle lægelige specialer bortset fra hudsygdomme, arbejdsmedicin, lungemedicin og psykiatri, og er med sine 1.244 normerede sengepladser landets største hospital. Udover lands- og landsdelsfunktioner fungerer Rigshospitalet som lokalhospital for ca. 70.000 indbyggere i Københavns Kommune, primært Indre By og Østerbro.
Det samlede hospital har ca. 12.000 ansatte. Hospitalet består af syv centre; fem behandlingscentre og to tværgående centre, men rummer samlet omkring 50 forskellige klinikker. Leder er hospitalsdirektør Rasmus Møgelvang.

## Rigshospitalets historie
Det første Rigshospital var tegnet af arkitekt Martin Borch og blev indviet på Blegdamsfælled i 1910 og skulle behandle patienter fra hele Danmark. Samtidig lukkede Det kongelige Frederiks Hospital i Bredgade. 1958 vedtog man at udvide hospitalet, og opførelsen af de nye bygninger stod på i årene 1960-1978. I 1970 tog Rigshospitalet første del af det 71 m og 16 etager høje Centralkompleks i brug, og i 1974 stod Sydkomplekset færdigt. Centralkomplekset kostede 390 mio. kr. at opføre. I alt råder hospitalet over 266.000 m² på Blegdamsvejmatriklen.
Frem til 1995 var Rigshospitalet ejet af staten, men blev herefter overtaget af det fælleskommunale Hovedstadens Sygehusfællesskab. Hospitalet indgik desuden i Københavns Universitetshospital. Siden 2007 har hospitalet været drevet af Region Hovedstaden. 1.januar 2015 fusionerede Rigshospitalet og Glostrup Hospital. Fra 1. juli 2015 hedder det samlede hospital Rigshospitalet.

## Patientbehandling
Rigshospitalet er et højt specialiseret hospital med ekspertfunktioner inden for stort set alle sundhedsfaglige områder. Hospitalet rummer næsten alle lægelige specialer. Godt halvdelen af patienterne kommer fra Region Hovedstaden (med Bornholm), mens resten kommer fra det øvrige Danmark og udlandet, dog primært Sjælland, samt Grønland og Færøerne.
Blandt Rigshospitalets højt specialiserede områder kan nævnes:
- Traumecenteret, der modtager hårdt kvæstede patienter (med fysiske traumer)
- Brandsårsafdelingen, der modtager alvorligt forbrændte patienter
- Neurokirurgisk afdeling, der modtager patienter med blødninger og svære hovedlæsioner
- Hjertecentret der modtager patienter med akut blodprop
- Trykkammerafdelingen der modtager patienter der er røgforgiftede, trykfaldssyge og har svære infektioner
- Center for Kræft og Organsygdomme, der bl.a. behandler patienter med livstruende akut nyresvigt, alvorlige leversygdomme etc.
- Neonatalklinikken, der modtager for tidligt fødte børn

2. november 2007 blev der åbnet en helikopterlandingsplads på taget af Rigshospitalet, der kan modtage redningshelikoptere med akutte patienter fra hele landet, skibe og olieboreplatforme. En donation på 28,5 mio. kr. fra A.P. Møller og Hustru Chastine Mc-Kinney Møllers Fond til almene Formaal gjorde etableringen mulig. Landingspladsen anvendes jævnligt af Eskadrille 722's redningshelikoptere til aflevering af akutte patienter. Tidligere landede Forsvarets helikoptere i Fælledparken ved siden af Rigshospitalet, hvilket var en kompliceret og tidskrævende manøvre.
Hospitalet åbnede to CT-skannere i 2021, i tillæg til de PET-skannere hospitalet fik i 2011 og MR-scannere.

## Udvikling
Rigshospitalets målsætning var fastlagt af Folketinget og fremgår af Lov om Hovedstadens Sygehusfællesskab (§2): Sygehusfællesskabet skal sikre Rigshospitalet som et sundhedsvidenskabeligt udviklingscenter med særlige opgaver indenfor patientbehandling, forskning og uddannelse. Med Strukturreformen og indgangen til Region Hovedstaden i 2007 ophørte denne lovbefæstede særstilling formelt.

## Bygninger
Centralkomplekset på Blegdamsvej indviet i 1970. På Blegdamsvej blev der i 2015 indviet en ny bygning med Patienthotel og administration samt et parkeringshus. En ny Nordfløj er opført og indvies i 2020. En ny varemodtagelse åbnede i 2019 og en ny Sterilcentral er opført og taget i brug i 2020, Sterilcentralen skal betjene flere hospitaler. Hospitalet køles af Sortedams Sø. En ombygning til 60 mio kr tilføjer varmepumper. En ny bygning med navnet BørneRiget er bevilget og skal opføres frem mod 2025.
I Glostrup blev centralkomplekset indviet i 1958. Større udbygninger blev sat i gang fra 2010-erne. Et nyt parkeringshus åbnet i 2014, og en ny tilbygning til Dansk Hovedpinecenter åbnede i 2018. En ny neurorehabiliteringsbygning er under planlægning.

## Nøgletal
Tal fra 2018:
- Udskrivninger: 84.779
- Sengedage: 378.424
- Ambulante besøg: Blegdamsvej 1.022.696
- Antal fødsler: 5.323

## Ledelse
Denne liste er ufuldstændig; hjælp gerne med at udfylde den.
- 1997-2009 Jørgen Jørgensen[17]
- 2009-2014 Torben Stentoft
- 2015-2022 Per Christiansen[18][19]
- 2023-nu Rasmus Møgelvang[20][21]

## Forskning og uddannelse
Rigshospitalet er en del af Region Hovedstaden og indgår i Københavns Universitetshospital. Som universitetshospital har Rigshospitalet et udstrakt samarbejde med danske og udenlandske forsknings- og uddannelsesmiljøer.
Inden for de sundhedsvidenskabelige uddannelser er Rigshospitalet et af de største uddannelsessteder med grund- og videreuddannelser inden for alle fagområder.

## Sygehusapotek
På Rigshospitalet findes også en enhed med flere afdelinger, der hører under sygehusapoteket Region Hovedstadens Apotek. Hospitalsapoteket leverer bl.a. medicin og andre farmaceutiske ydelser til Rigshospitalet.